# 장쉰 (작가)

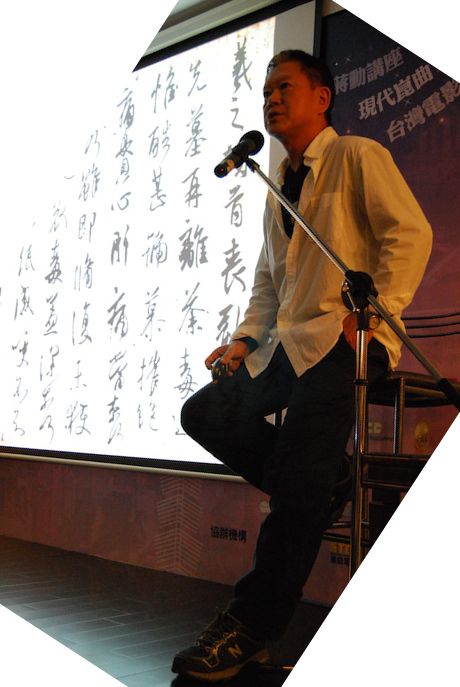

장쉰(1947년 1월 8일 ~ )은 타이완의 유명한 화가이자 시인, 작가이다. 중국 문화 대학 사학과를 거쳐 파리 대학교 예술대학원을 나왔다.
현재《롄허(聯合)문학》사 사장이다.
그는 중화민국 산시 성 시안에서 출생하여 1949년 2월에 직계 일가족과 함께 중화민국 타이완 성 타이베이로 이주하여 지난날 한때 중화민국 타이완 성 타이난에서 잠시 유아기를 보낸 적이 있는 그는 훗날 1972년 파리 대학 예술대학원에서 유학하였으며, 1976년 타이완으로 돌아온 후 월간《슝스(雄獅)미술》편집장을 역임했으며, 원화(文化)대학 및 푸런 대학, 동하이(東海)대학 미술학과 학과장을 맡았다.
장쉰은 문필이 청아하고 수려하며 거침이 없다. 아울러 감성과 이성의 아름다운 조화로 소설, 수필, 예술사, 미술개론 등 작품이 수 십 가지에 달한다. 아울러 여러 차례 개인전을 열었으며, 각계각층의 호평을 받았다.